# Ричардс, Альфред
Альфред Джозеф Ричардс (англ. Alfred Joseph Richards, 21 июня 1879 — 21 мая 1953) — британский кавалер креста Виктории, высшей воинской награды за героизм проявленный в боевой обстановке, что может быть вручена военнослужащим стран Содружества и прежних колоний Британской империи.

## Биография
Альфреду было 35 лет и он имел звание сержант в 1-й батальоне ланкаширских фузилёров, британской армии в Первой мировой войне, когда он совершил поступок, за который был награждён крестом Виктории.
25 апреля 1915 года, к западу от мыса Геллес, Галлиполи, Турция, 3 роты и штаб 1-го батальона ланкаширских фузилёров, при высадке на западном пляже были встречены шквальным огнём из скрытых пулемётных точек. Неожиданность и массированность атаки противника привели к большому числу жертв. Выжившие, однако, бежали и перерезая проволоку стоявшую у них на пути, несмотря на ураганный огонь противника преодолели трудности и удержали позицию. (См. также статьи Катберт Бромли, Джон Гримшоу, Уильям Кинилли, Фрэнк Эдвард Стаббс и Ричард Уиллис.)
Сержант Ричардс был одним из шести членов полка, избранных для получения этой награды. Он похоронен на кладбище Патни-Вейл.